# Rébellion touarègue de 1990-1996
Pour les articles homonymes, voir Rébellion touarègue.
Rébellions touarègues
La rébellion touarègue de 1990-1996 est un conflit armé qui a opposé les Touaregs aux gouvernements du Mali et du Niger. Elle commence le 29 juin 1990 et s'achève le 27 mars 1996 avec la cérémonie symbolique de la « Flamme de la paix ».

## Au Mali

### Les origines du conflit
En 1962, deux ans après l’indépendance du Mali, une première rébellion touarègue, limitée à la région de Kidal éclate pour refuser l'autorité du président Modibo Keïta. Les autorités maliennes répriment férocement et placent la région du nord sous surveillance militaire.
La répression, combinée à la sécheresse des années 1970, entraîne l'exil de familles au Niger, en Arabie saoudite, en Libye, au Burkina Faso, en Algérie et en Mauritanie. Une méfiance s'installe entre les populations du nord et celles du sud qui se transforme peu à peu en « haine viscérale ».
À partir de 1986, la rébellion tend à s'organiser à l'intérieur du Mali, à Tombouctou, Kidal, Gao et Ménaka. Les différentes factions rebelles sont soutenues par l'Algérie, la Libye, le Front Polisario et la Mauritanie.

### Chronologie
Le 29 juin 1990, un poste de gendarmerie est attaqué à Ménaka. C'est le point de départ de l'insurrection armée, menée par le Mouvement populaire de libération de l'Azawad, de Iyad Ag Ghali.
En 1992, le MPLA éclate en plusieurs mouvements selon des lignes communautaires : le Front populaire pour la libération de l'Azawad (Touaregs de la région du fleuve) et le Front islamique arabe de l'Azawad (Arabes).
Le 19 mai 1994, le mouvement patriotique, Ganda Koy (les « maîtres de la terre » en songhaï), créé en avril avec le soutien des autorités maliennes pour répliquer à la guerre totale, déclenché par le Front islamique arabe de l'Azawad (FIAA), provoque une contre insurrection.
Les accords de Tamanrasset sont signés le 6 janvier 1991, en Algérie, par le colonel Ousmane Coulibaly, chef d'état-major général des armées, pour le gouvernement malien, et Iyad Ag Ghali, secrétaire général du Mouvement Populaire de l'Azawad, en présence du ministre algérien de l'Intérieur. Ag Ghali, soutenu par le département du renseignement et de la sécurité algérien, signe sans demander leur accord aux autres mouvements. Un conflit éclate alors entre le MPA, allié au FIAA, et l'ARLA.
Le 10 mai 1991, la ville de Tonka est attaquée par une faction, le Mouvements et Fronts unifiés de l'Azawad (MFUA). 5 gendarmes trouvent alors la mort.

### Le pacte national
Le pacte national est signé à Bamako, 11 avril 1992, par le colonel Bréhima Siré Traoré, ministre de l'Administration territoriale, représentant le gouvernement de transition et Zahabi Sidi Mohamed, porte-parole de la coordination des MFUA. Celle-ci regroupe le Mouvement populaire de l'Azawad (MPA), le Front islamique arabe de l'Azawad (FIAA), le Front populaire de libération de l'Azawad (FPLA), l'Armée révolutionnaire de libération de l'Azawad (ARLA), le Front uni de libération de l'Azawad (FULA) et le Front national de libération de l'Azawad (FNLA).
Ce pacte consacre le statut particulier du nord du Mali et préconise une solution de sortie de crise. Il comprend 4 parties : les dispositions liées à l'arrêt définitif des hostilités et au règlement des questions relevant de la situation de conflit ; les dispositions d'ordre institutionnel ; les dispositions d'ordre économique ; un avant projet de calendrier de mise en œuvre des mesures.
Quatre organes sont prévus : une commission de suivi du cessez-le-feu, pour une durée de trois mois ; une commission du nord, organe exécutif du Pacte ; une commission de suivi du Pacte national, pour contrôler son application ; et une commission indépendante d'enquête.
Le Pacte prévoit le cessez-le-feu immédiat, l'intégration dans un délai de soixante jours des combattants des MFUA, sur une base individuelle et volontaire et selon les critères de compétence, dans les corps en uniforme de l'État malien. Il prévoit également, la mise en place pour une année d'unités spéciales, composées majoritairement de combattants intégrés ; la création d'unités spéciales, de l'armée largement ouverte à toutes les composantes des populations locales, pour des missions de défense. 12,000 anciens rebelles et miliciens doivent être intégrés au sein de l'armée et de l'administration.
La mise en œuvre du pacte national est confiée au Commissariat au Nord, puis à l'Autorité du développement intégré du Nord-Mali, puis à l'Agence du développement du Nord-Mali (ADN), chargée de « consolider et de parachever la mise en œuvre du  Pacte national, d'appuyer les collectivités territoriales, de promouvoir une synergie entre les programmes de développement des trois régions ».
Le 27 mars 1996, a lieu la cérémonie de la flamme de la paix à Tombouctou, au cours de laquelle 3 600 armes des anciens rebelles sont détruites. Un monument à la paix est érigé avec le reste des armes fondues. La cérémonie a lieu en présence du président malien Alpha Oumar Konaré et du président ghanéen Jerry Rawlings.

### Exactions
Un certain nombre d'exactions sont commises, lors de la rébellion. Le massacre le plus important est celui de Léré, il a lieu le 20 mai 1991. Ce jour-là, en représailles à des vols, un officier malien fait rassembler des marchands arabes et touaregs avec leurs fils, sur la place du marché. Ces derniers sont ensuite fusillés sur place. Le massacre fait environ 50 morts et les familles des victimes sont retenues captives pendant une année.
Le 14 mai 1992, à Gossi, 12 Touaregs qui travaillaient pour une ONG norvégienne, sont tués par des gendarmes maliens.
Le 17 mai 1992, à Fooïta, près de Léré, 48 éleveurs touaregs sont tués par des militaires. Ceci provoque la fuite de dizaines de milliers de personnes.
Le 21 avril 1994, près de Ménaka, quatre civils touaregs, dont une femme âgée, sont exécutés par des militaires, sept autres femmes prennent la fuite mais meurent de soif dans le désert.
Le 12 juin 1994, entre Ménaka et Andéramboukane, au moins 22 civils maures et touaregs sont exécutés par des militaires. Dans les jours qui suivent, d'autres exactions sont commises à Tombouctou, faisant une cinquantaine de victimes.
En 2014, Timoré Tioulenta, ancien député de Ténenkou, accuse les rebelles touaregs d'exactions et de vols de bétails, contre les Peuls. Selon lui, le bilan de ces violences, lors de la rébellion de 1990 est le suivant:
- À Ténenkou : 41 morts, 25 blessés, 8 668 bovins et 6 776 ovins/caprins enlevés, 8 armes volées, 7 boutiques pillées[7].
- À Goundam : 10 morts, 9 789 bovins, 2 621 ovins/caprins et 10 chameaux enlevés[7].
- À Youwarou : 4 morts, 1 503 bovins et 2 120 ovins/caprins enlevés[7].

## Documentaires
- Azawad : exode et résistance, documentaire de 1992.